# 夏斯尼夫卡 (特諾皮爾州)
49°42′14″N 26°12′29″E / 49.70389°N 26.20806°E
夏斯尼夫卡（羅馬化：Shchasnivka）是烏克蘭的村落，位於該國西部捷爾諾波爾州，由捷尔诺波尔区負責管轄，始建於1900年，面積0.03平方公里，2001年人口105，人口密度每平方公里3,387.1人。